# فتح‌الله قشلاق
فتح‌الله قشلاق (به ترکی آذربایجانی: Fətullaqışlaq) یک منطقه مسکونی در جمهوری آذربایجان است که در شهرستان جلیل‌آباد واقع شده است. فتح‌الله قشلاق ۳۹۶ نفر جمعیت دارد.